# 霸克
霸克（Buck）是一类由薑汁汽水或薑汁啤酒、柑橘汁以及多種基酒調製成的雞尾酒。此類雞尾酒有時會被稱作“騾子”，因為伏特加霸克又以“莫斯科騾子”一名廣為人知。
該酒被認為源自於原為無酒精飲料的馬頸，由於加入了酒，變得更「有勁兒」（kick，與踢同字），套用到馬身上就成了「蹶蹄子」（buck）。

## 變種
- 金霸克（Gin Buck）
- 白兰地霸克（Brandy Buck）